# Mehrdád Minávand
Mehrdád Minávand (perzsául:  مهرداد میناوند ; Teherán, 1975. november 30. – Teherán, 2021. január 27.) iráni labdarúgó-középpályás.

## Pályafutása

### Klubcsapatokban
1994–1995 a Kesávarz, 1995 és 1998 között a  Persepolis labdarúgója volt. 1998 és 2001 között az osztrák Sturm Graz, 2001–02-ben a belga Charleroi, 2002-ben az emírátusokbeli as-Sabáb csapataiban szerepelt. 2002-ben hazatért és ismét a Persepolis játékosa lett, majd 2004–05-ben a Szepáhán, 2005–06-ban a Ráh Áhan együttesében játszott.

### A válogatottban
1996 és 2003 között 65 alkalommal szerepelt az iráni válogatottban és négy gólt szerzett. Részt vett az 1998-as franciaországi világbajnokságon.

## Halála
2021. január 27-én hunyt el koronavírus-fertőzés következtében.

## Sikerei, díjai
Perspolis
- Iráni bajnokság
  - bajnok (2): 1995–96, 1996–97

 Sturm Graz
- Osztrák bajnokság
  - bajnok: 1998–99
- Osztrák kupa
  - győztes: 1999
- Osztrák szuperkupa
  - győztes (2): 1998, 1999